# Três Forquilhas
Três Forquilhas este un oraș în Rio Grande do Sul (RS), Brazilia.